# Qui a dit
Singles de Jul
On m'appelle l'ovni
(2016) Elle et l'autre
(2017)
Pistes de L'Ovni
Je m'en fous de ta nana
(4) Je dis rien, je vois tout, j'entends
(6)
Qui a dit ? est un single du rappeur français Jul, sorti le 24 décembre 2016, troisième extrait de son sixième album (L'Ovni). Le titre est certifié single d'or.

## Clip
La chanson fait partie de la bande originale du film XXX: Reactivated, et atteint plus de 5 millions de vues moins d'un mois après sa mise en ligne.

## Certification
| Pays          | Certification |
| ------------- | ------------- |
| France (SNEP) | Or            |